# Jägersdorf (Wolfersdorf)
Jägersdorf ist ein Gemeindeteil der Gemeinde Wolfersdorf im oberbayerischen Landkreis Freising.

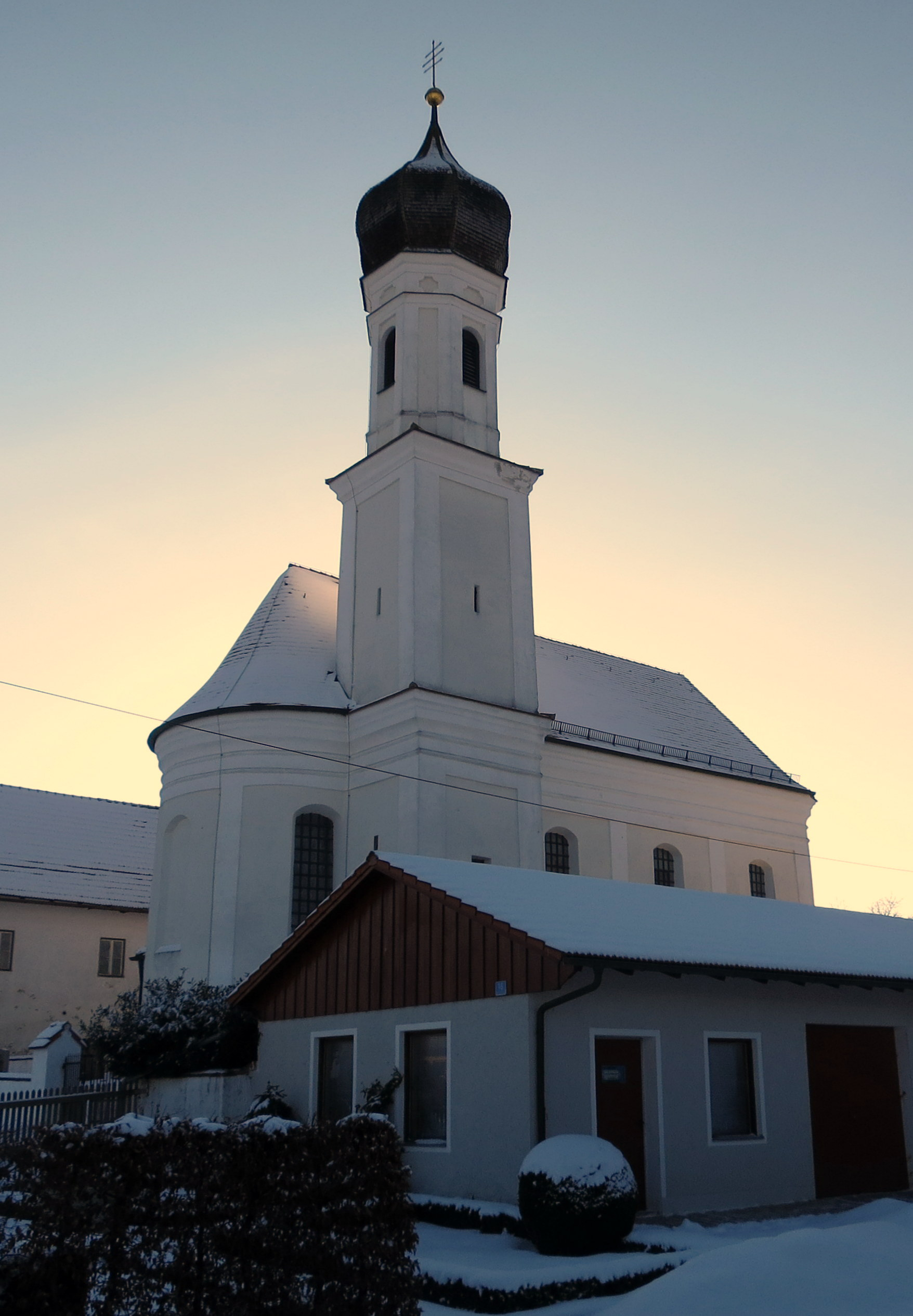
Kirche St. Leonhard

## Geschichte
In der ältesten bekannten Urkunde von 957 wird der Ort „Johannesdorf“ genannt, nach welcher ein dort ansässiger Priester, namens Echo, Ackerland an den Freisinger Bischof Lantbert vertauscht. Dieser Echo scheint so bedeutend zu sein, dass man allmählich nach ihm den Ort nur mehr „Echosdorf“ oder „Echersdorf“ nannte. Die heutige Form des Ortsnamens stammt aus dem 19. Jahrhundert.
Das alte Kirchenbauwerk von Jägersdorf, das um 1300 erbaut worden war, stürzte zu Beginn des 18. Jahrhunderts wegen Baufälligkeit zum Teil ein, 1717 wurde die neue Kirche St. Leonhard fertiggestellt. Jägerdorf zählte zur 1818 durch das bayerische Gemeindeedikt gegründeten Gemeinde Dürnhaindlfing mit den Hauptorten Oberhaindlfing und Unterhaindlfing. Im Rahmen der Gebietsreform in Bayern wurde 1978 Dürnhaindlfing in die Gemeinde Wolfersdorf eingegliedert.

## Baudenkmäler
- Katholische Filialkirche  St. Leonhard